# Templo da Vitória
Templo da Vitória (em latim: Templum Victoriae) era um templo que ficava localizado no monte Palatino. Tradicionalmente, atribui-se a sua construção a Evandro, mas na verdade construído por Lúcio Postúmio Megelo com recursos obtidos nas multas que ele aplicou durante seu mandato como edil e dedicado por ele em 1 de agosto de 294 a.C.. Este templo foi utilizado para abrigar a pedra sagrada de Cibele entre 204 e 191 a.C., enquanto o seu próprio templo estava sendo construído nas redondezas. Catão, o Velho, construiu mais tarde um santuário da Victoria Virgo do lado do Templo da Vitória. 
Era no Templo da Vitória que os espólios de guerra das vitórias romanas acabavam armazenados. Alguns destes espólios vieram do saque de Tito no Templo de Jerusalém e lá permaneceram até serem saqueados pelos vândalos no século V e levados para a África. O telhado de ouro também foi removido pelos bárbaros durante o saque de Roma.
Não há registros de que o templo tenha sido restaurado depois e o local exato onde ele ficava ainda é incerto. Segundo alguns autores, suas fundações ficavam perto do Arco de Tito. Ficava, sem dúvida, no Clivus Victoriae e restos de duas inscrições , encontrados a 50 metros da presente igreja de San Teodoro, podem ser indicativos de sua posição original.